# Villeneuve-sur-Vère
Villeneuve-sur-Vère település Franciaországban, Tarn megyében. Lakosainak száma 533 fő (2022. január 1.). Villeneuve-sur-Vère Castanet, Cestayrols, Livers-Cazelles, Mailhoc, Milhavet, Noailles és Virac községekkel határos.

## Népesség
A település népessége az elmúlt években az alábbi módon változott:
| Lakosok száma | 478  | 491  | 504  | 494  | 494  | 493  | 515  | 529  | 533  |
|               | 2013 | 2015 | 2016 | 2017 | 2018 | 2019 | 2020 | 2021 | 2022 |